# Ilex caniensis
Espèce
Classification phylogénétique
Statut de conservation UICN

 VU  : Vulnérable
Ilex caniensis est une espèce de plantes du genre Ilex de la famille des Aquifoliaceae.